# Bernard Tschumi
Bernard Tschumi (ur. 25 stycznia 1944 w Lozannie) – szwajcarski architekt, przedstawiciel dekonstruktywizmu; pisarz i nauczyciel.
Z pochodzenia francuskiego i szwajcarskiego pracował i żył w Nowym Jorku i Paryżu. Studiował w Paryżu i na ETH w Zurychu, gdzie otrzymał swój tytuł z architektury w 1969. Tschumi miał kontakt z Portsmouth Polytechnic w Portsmouth w UK, Architectural Association w Londynie, the Institute for Architecture and Urban Studies w Nowym Jorku, Princeton University, Cooper Union w Nowym Jorku i Columbia University, gdzie był dziekanem Graduate School of Architecture, Planning and Preservation od 1988 do 2003. Tschumi jest stałym rezydentem Stanów Zjednoczonych.

## Projekty
- 1983–98 Parc de la Villette, Paryż, Francja
- 1999 Alfred Lerner Hall, Columbia University, Nowy Jork
- 2002–08 New Acropolis Museum, Ateny, Grecja
- 2004 Paul L. Cejas School of Architecture, Florida International University, Miami, Floryda
- 2004 Siedziba Główna Vacheron Constantin, Genewa Szwajcaria
- 2006 Lindner Athletic Center, University of Cincinnati, Cincinnati Ohio
- 2007 Blue (condominium) na 105 Norfolk Street w Lower East Side Nowego Jorku
- 2007 Sala Koncertowa Limoges, Francja
- Muzeum archeologiczna Alesia, Dijon, Francja
- Eliptyczne Miasto: International Financial Center of the Americas, Guayacanes, Dominican Republic (completion after 2008)

## Publikacje
- 1979. Architecturalmanifestals, London, Architectural Association.
- 1985. a Case Vide: la Villette.
- 1987. CinegramFolie: Le Parc de la Vittette.
- 1996. Architecture and Disjuctions: Collected Essays 1975-1990, MIT Press, London.
- 1994. Event Cities (Praxis), MIT Press, London.
- 1994. Architecture and Disjunction, Cambridge, MIT Press.
- 1994. The Manhattan Transcripts, London, Academy Editions.
- 1997. in "AP" (Architectural Profile), Monograph, vol.1, n.4, Jan/Feb.
- 1999. A. Guiheux, B. Tschumi, J. Abram, S. Lavin, A. Fleischer, A. Pelissier, D. Rouillard, S. Agacinski, V. Descharrieres, Tschumi Le Fresnoy: Architecture In/Between, Monacelli Press.
- 2003. (with Todd Gannon, Laurie A. Gunzleman, Jeffrey Kipnis Damasus A. Winzen) Bernard Tschumi / Zenith De Rouen. Source Books in Architecture, New York, Princeton Architectural Press.
- 2003. Universe, New York.
- 2004. Veronique Descharrieres, Luca Merlini, Bernard Tschumi Architects: Virtuael, Actar.
- 2005. Event-Cities 3 : Concept vs. Context vs. Content, MIT Press.
- 2006. Bernard Tschumi: Conversations with Enrique Walker, Monacelli Press.

## Cytaty
"In America, it's more difficult because architects have lost a lot of power; power has fallen into the hands of the builders... the general strategy is determined by the client himself... That's a big problem. And that's what we want to avoid."

"Any relationship between a building and its users is one of violence, for any use means the intrusion of a human body into a given space, the intrusion of one order into another." Tschumi in Architecture and disjunction (2001, p.122).

## Artykuły
- Orlandoni, Alessandra "Wywiad z Bernardem Tschumim" - The Plan 010, June 2005